# Christ König (Salzgitter)

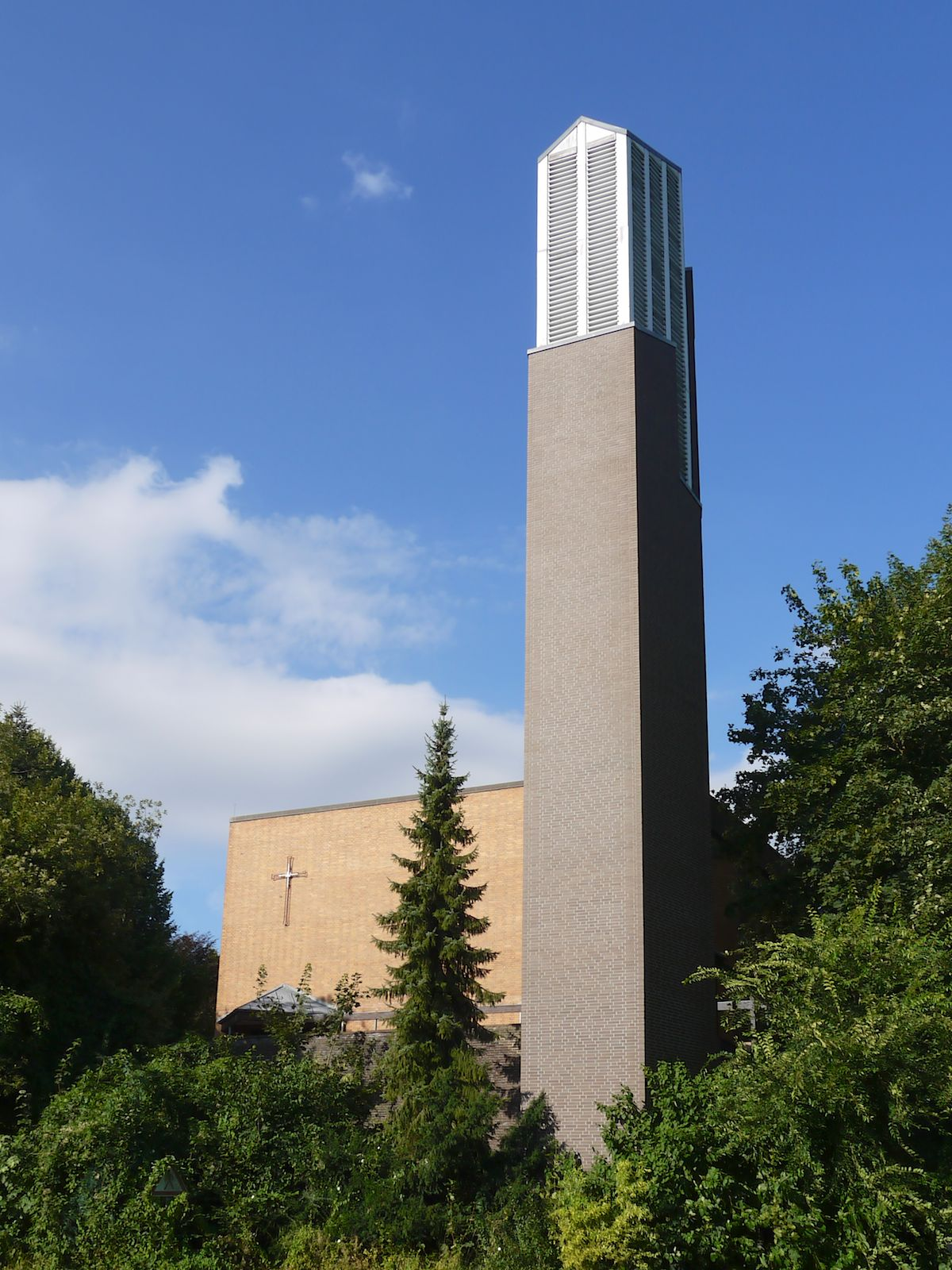
Christ-König-Kirche

Die Kirche Christ König ist eine katholische Kirche in Salzgitter-Bad, einem Stadtteil von Salzgitter in Niedersachsen. Sie gehört als Filialkirche zur Pfarrei St. Marien, im Dekanat Goslar-Salzgitter des Bistums Hildesheim. Die Kirche trägt das Patrozinium Jesu als Christkönig (Rex Christus) und hat die Adresse Breite Straße 92, das angrenzende Pfarramt Wilhelm-Busch-Weg 5.

## Geschichte
Durch den Zuzug von Arbeitern im Rahmen des Aufbaus der im Juli 1937 gegründeten Reichswerke AG für Erzbergbau und Eisenhütten „Hermann Göring“ stieg die Zahl der Katholiken im seit der Reformation evangelisch geprägten Raum Salzgitter stark an. Ab 1938 entstanden in der Gemarkung des bis 1938 bestehenden Dorfes Kniestedt neue Wohnsiedlungen. Versuche, dort auch eine Kirche zu bauen, scheiterten an der kirchenfeindlichen Haltung der nationalsozialistischen Machthaber.
Infolge des Zweiten Weltkriegs vergrößerte sich die Zahl der Katholiken auch in Salzgitter-Bad weiter durch den Zuzug von Flüchtlingen und Heimatvertriebenen aus den Ostgebieten des Deutschen Reiches, so dass neben den Gottesdiensten in der St.-Marien-Kirche auch Gottesdienste in verschiedenen Schulen gehalten wurden.

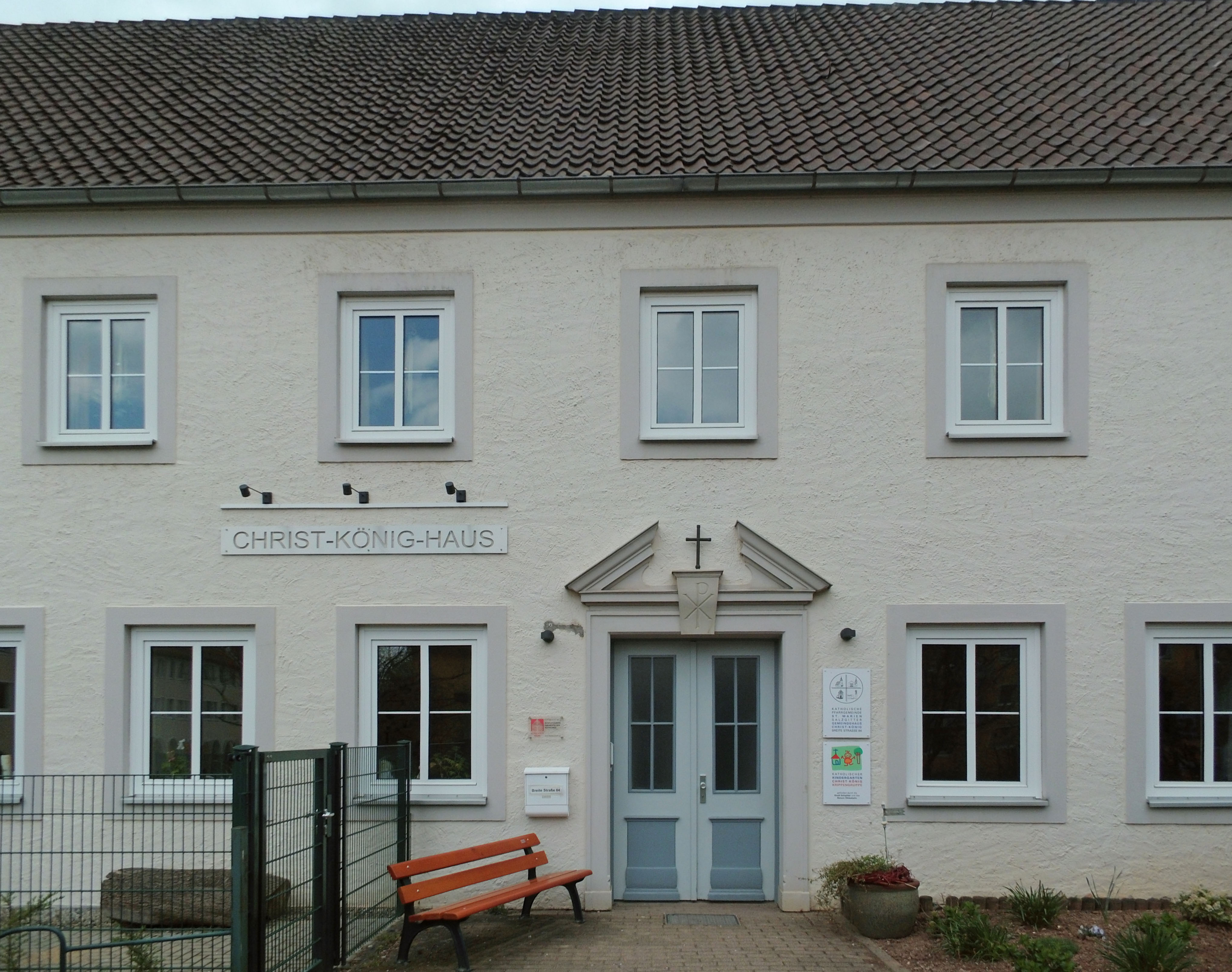
Christ-König-Haus (Teilansicht)

Auf einem im Jahr 1951 im Norden vom Salzgitter-Bad erworbenen Grundstück wurde zunächst ein Pfarr- und Jugendheim errichtet, das heutige Christ-König-Haus (Breite Straße 84). In seinem großen Saal im Obergeschoss, der am 9. September 1951 von Bischof Joseph Godehard Machens als Notkirche benediziert wurde, fanden bis zum Bau der heutigen Kirche die Gottesdienste statt. Heute dient der mit Bühne und Empore ausgestattete Raum als Gemeindesaal. Im Untergeschoss befinden sich Räume des Kindergartens „Christ-König“.
Der Kirchenraum erwies sich bald als zu klein für die wachsende Gemeinde, so dass 1959 der Grundstein für die heutige Kirche gelegt wurde. Am 23. Oktober 1960 erfolgte ihre Konsekration. Der Bau eines Glockenturmes war aus Kostengründen zurückgestellt worden und wurde erst in den 1980er Jahren realisiert. Am 1. April 1961 wurde die Christ-König-Gemeinde selbstständig, zu ihrem Bereich gehörten die Siedlungen nördlich der Braunschweiger Straße. Ab 1961 wurden von der Christ-König-Gemeinde Kirchenbücher geführt, und bereits am 1. Oktober 1964 wurde die Christ-König-Gemeinde zur Pfarrei erhoben.
Seit dem 1. November 2006 gehört die Christ-König-Kirche als Filialkirche zur Pfarrei „St. Marien“, die Pfarrei „Christ König“ wurde zu diesem Zeitpunkt aufgehoben. Seit dem 1. Juli 2007 gehört die Kirche zum damals neu errichteten Dekanat Goslar–Salzgitter, zuvor gehörte sie zum 1952 gegründeten Dekanat Salzgitter. Seit Februar 2015 wird auch das zu diesem Zweck umgebaute ehemalige Pfarrhaus vom Kindergarten „Christ-König“ genutzt.
Die Christ-König-Gemeinde unterhält eine Partnerschaft mit der Kirchengemeinde der Cathédrale Notre-Dame de Créteil im französischen Créteil. Diese Stadt ist seit 1980 mit der Stadt Salzgitter durch eine Städtepartnerschaft verbunden.

## Architektur und Ausstattung

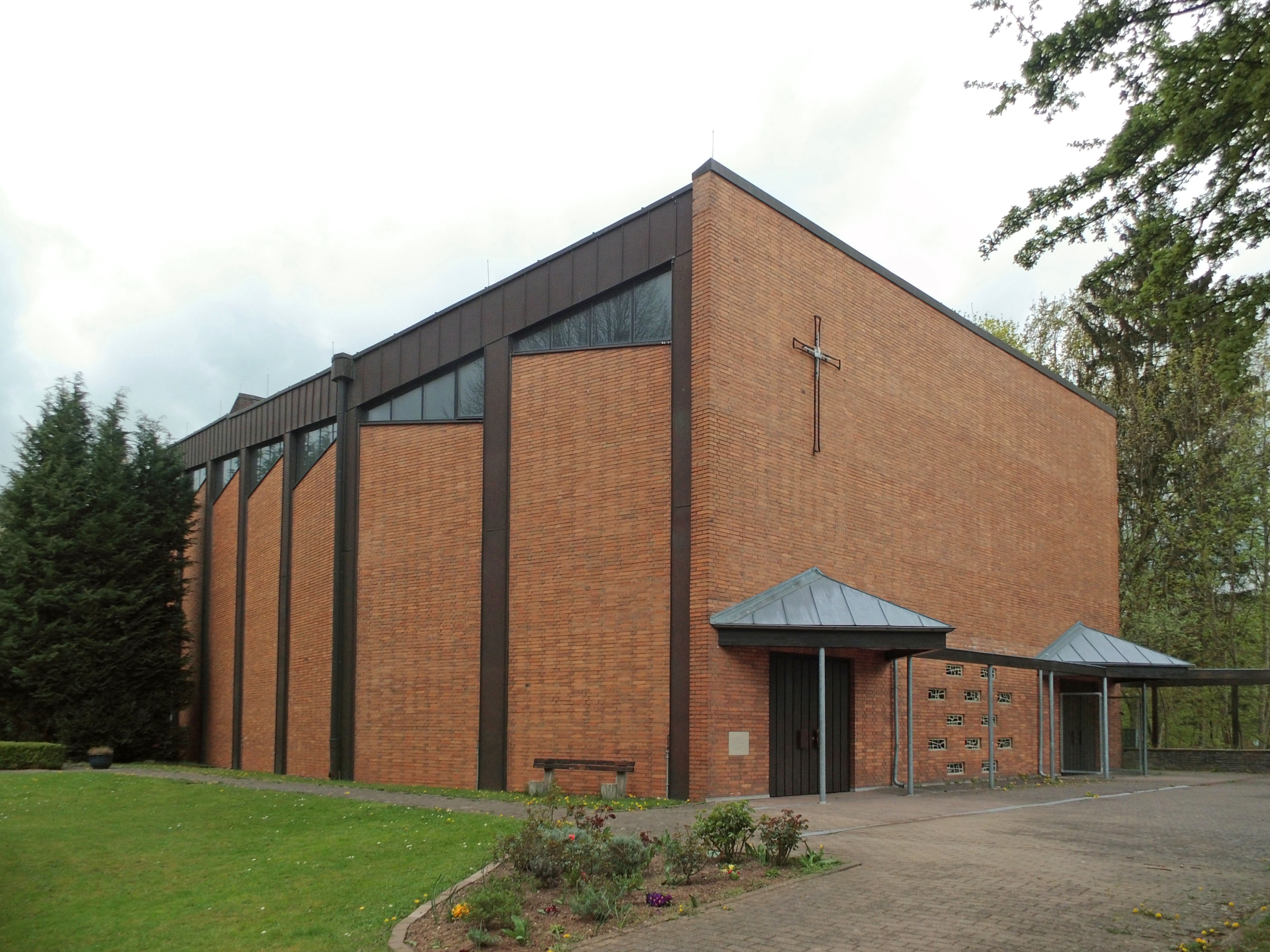
Kirchenschiff

Die nach Plänen des Architekten Philipp aus Braunschweig erbaute Kirche mit ihrem freistehenden kreuzbekrönten Turm, in dem fünf Glocken hängen, befindet sich in rund 182 Meter Höhe über dem Meeresspiegel. Über einem der beiden Haupteingänge befindet sich als Symbol für das Patrozinium der Kirche ein Kreuz mit einer Krone.
Die einschiffige Kirche mit einem von innen sichtbaren Betonskelett und Backsteinausfachung bietet 320 Sitzplätze. Der schlichte fensterlose Altarraum wird von oben aus beleuchtet und von einem Hängekreuz dominiert. An seiner Rückwand ist die Tabernakelstele mit dem Ewigen Licht aufgestellt. Links und rechts vom Altarraum zeigen Statuen, vor denen Opferkerzen aufgestellt werden können, Jesus Christus mit seinem Heiligsten Herzen und Maria, die Mutter Jesu, mit dem Jesuskind. 14 Kreuzwegstationen haben ihren Platz an den Seitenwänden der Kirche. Unter der Orgelempore befinden sich zwei Beichtstühle mit halbkreisförmigem Grundriss sowie, drei Stufen tiefer, die Taufkapelle. Den Deckel des Taufsteins ziert eine Kreuzigungsgruppe. Die Pfeifenorgel ist ein Werk des niedersächsischen Orgelbauunternehmens Gaulke.

## Kindergarten „Christ-König“
Der Kindergarten „Christ-König“ befindet sich in der Gablonzerstraße 23, rund 500 Meter von der Kirche entfernt. Einzelne Kindergartengruppen befinden sich auch im Christ-König-Haus und im ehemaligen Pfarrhaus.
Der Kindergarten wurde nach dem Zweiten Weltkrieg von der Kongregation der Barmherzigen Schwestern vom hl. Vinzenz von Paul in Hildesheim gegründet und war zunächst an der Gablonzerstraße in Holzbaracken untergebracht. 1958/59 wurde an gleicher Stelle ein massives Kindergartengebäude errichtet. 1969 wechselte der Kindergarten in die Trägerschaft der Kirchengemeinde Christ-König, 1990 wurde der Kindergarten auf den heutigen Bauumfang erweitert. Mit der Aufhebung der Pfarrei „Christ-König“ übernahm 2006 die Pfarrei „St. Marien“ die Trägerschaft. Seit Januar 2007 gehört der Kindergarten zum Familienzentrum „FiZ“ („Familie im Zentrum“), ein Zusammenschluss katholischer Einrichtungen in Salzgitter.